# Rödskuldrad dvärgparakit
Rödskuldrad dvärgparakit (Touit huetii) är en fågel i familjen västpapegojor inom ordningen papegojfåglar.

## Utseende och läte
Rödskuldrad parakit grön skogslevande papegoja med en kroppslängd på endast 15–16 cm. Kroppen är huvudsakligen grön, ljusare på undersidan. På huvudet syns gulaktigt på kinder och hjässa, mörkblått fram i ansiktet och vitt i en ring runt ögat. Handpennorna är svarta och övre vingtäckarna mörkblå. Den kilformade stjärten är grön i mitten, resten röd, och undre stjärttäckarna är gula. Honan liknar hanen men är huvudsakligen gröngul på stjärten. Lätet är ett mjukt, tvåstavigt "touit".

## Utbredning och systematik
Fågeln förekommer fläckvist i norra Sydamerika till norra Bolivia och norra Brasilien. Den behandlas som monotypisk, det vill säga att den inte delas in i några underarter.

## Status och hot
Arten har ett stort utbredningsområde, men tros minska i antal, dock inte tillräckligt kraftigt för att den ska betraktas som hotad. Internationella naturvårdsunionen IUCN listar arten som livskraftig (LC).

## Namn
Fågelns vetenskapliga artnamn hedrar Nicolas Huet (1770-1830), fransk konstnär och fågelillustratör.